# Матильда Фландрская
Мати́льда Фла́ндрская (англ. Matilda of Flanders; около 1031, Брюгге — 2 ноября 1083, Кан) — супруга короля Англии Вильгельма I Завоевателя, мать двух королей — Вильгельма II и Генриха I.

## Биография

### Вступление в брак
Матильда была единственной дочерью графа Фландрии Бодуэна V и Аделы Французской, дочери французского короля Роберта II.
Согласно легенде, когда к юной Матильде прибыли послы от нормандского герцога Вильгельма, чтобы просить её руки, Матильда заявила, что слишком знатна, чтобы выходить замуж за бастарда. Выслушав ответ, Вильгельм отправился из Нормандии в Брюгге, нашёл Матильду на пути в церковь, стащил её за длинные косы с лошади, бросил её на улице перед ошарашенной толпой и ускакал прочь. Другая версия этой легенды говорит о том, что Вильгельм прибыл в дом отца Матильды в Лилле, бросил её на пол в её комнате (опять же, за косы) и перед отъездом ударил её (или жестоко поколотил). Бодуэн V был оскорблён, но, прежде чем он успел обнажить меч, Матильда решила дело, отказавшись выходить замуж за кого-то другого, кроме Вильгельма; даже запрет на брак папы римского Льва IX, данный из-за близкого родства, не смог изменить решения Матильды. Вильгельм и Матильда поженились после небольшой задержки приблизительно в 1051 или 1052 году. Папская диспенсация была получена только в 1059 году, когда папский престол занимал Николай II; в качестве епитимии за брак без разрешения папы Вильгельм и Матильда должны были основать две церкви.
Ходили слухи, что Матильда добивалась любовной связи от англосаксонского посланника во Фландрии тэна Брихтрика, однако он отказался жениться на ней. Неизвестно, было ли это правдой, однако позднее, когда Матильда управляла Англией во время отсутствия её мужа Вильгельма, она конфисковала владения Брихтрика и бросила его в тюрьму, где тот вскоре скончался.

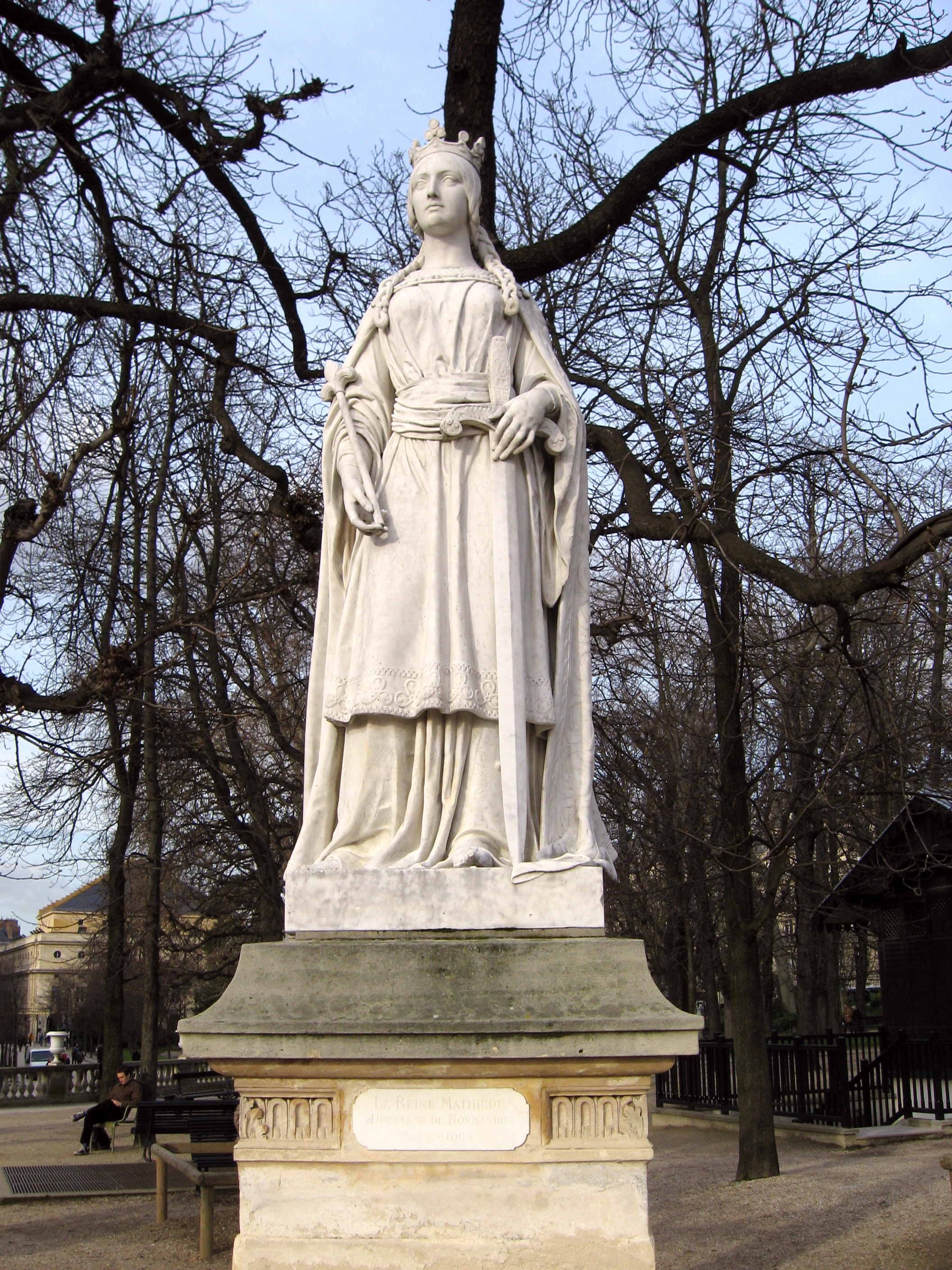
Памятник Матильде Фландрской в Люксембургском саду

### Герцогиня Нормандии
Когда Вильгельм готовился вторгнуться в Англию, Матильда снарядила за свой счёт корабль, названный «Мора», и подарила его мужу. «Мора» стал самым крупным судном среди семисот, использовавшихся Вильгельмом при вторжении в Англию. Кроме того, Вильгельм доверил управление Нормандией в своё отсутствие именно супруге. Матильда успешно руководила герцогством в этот период от имени своего старшего сына.
После того, как Вильгельм завоевал Англию и стал её королём, Матильде понадобилось больше года, чтобы посетить королевство. Даже после того, как Матильда стала королевой, она проводила большую часть своего времени в Нормандии, управляя герцогством, поддерживая интересы своего брата во Фландрии и спонсируя местные церковные хозяйства. Из всех детей Матильды в Англии родился только один — младший сын, Генрих, появившийся на свет в Йоркшире, когда Матильда сопровождала мужа во время завоевания севера.

### Королева Англии
Матильда была коронована 11 мая 1068 года в Вестминстере в день празднования Пятидесятницы архиепископом Йоркским Элдредом. Три новые фразы были включены в церемонию для фиксирования важности супруги английского короля: о том, что королева становится таковой Божьей волей, а также о том, что королева разделяет власть короля и благословляет народ в силу своей власти и добродетели.
В течение многих лет считалось, что Матильда участвовала в создании ковра из Байё (на французском также называемом La Tapisserie de la Reine Mathilde — гобеленом королевы Матильды), на котором изображены сцены подготовки нормандского завоевания Англии и битвы при Гастингсе. Вероятнее всего, гобелен был изготовлен по приказу единоутробного брата Вильгельма Завоевателя, епископа Байё Одо, одним из английских мастеров в Кенте.
Матильда родила Вильгельму по меньшей мере девять детей. Историки полагают, что Вильгельм был верен супруге и не имел внебрачных детей. Несмотря на свои королевские обязанности, Матильда много времени проводила, обеспечивая благополучие своего потомства. Все дети королевской четы были в высшей степени образованными. Дочери Матильды получали знания наравне с братьями; девочки обучались латыни в каннском аббатстве Святой Троицы, основанном Вильгельмом и Матильдой в качестве епитимии. Обучением сыновей Матильды занимался Ланфранк, архиепископ Кентерберийский, который являлся одним из ближайших сторонников короля. Матильда, как и Вильгельм, поддерживала стремление Ланфранка оживить церковь.
Супруга Вильгельма I была крёстной матерью Матильды Шотландской. Во время крещения, ребёнок стянул на себя головной убор с королевы Матильды, что было воспринято как предзнаменование того, что младшая Матильда когда-нибудь станет королевой; позднее Матильда Шотландская стала женой сына Матильды Фландрской, Генриха I, и королевой Англии.

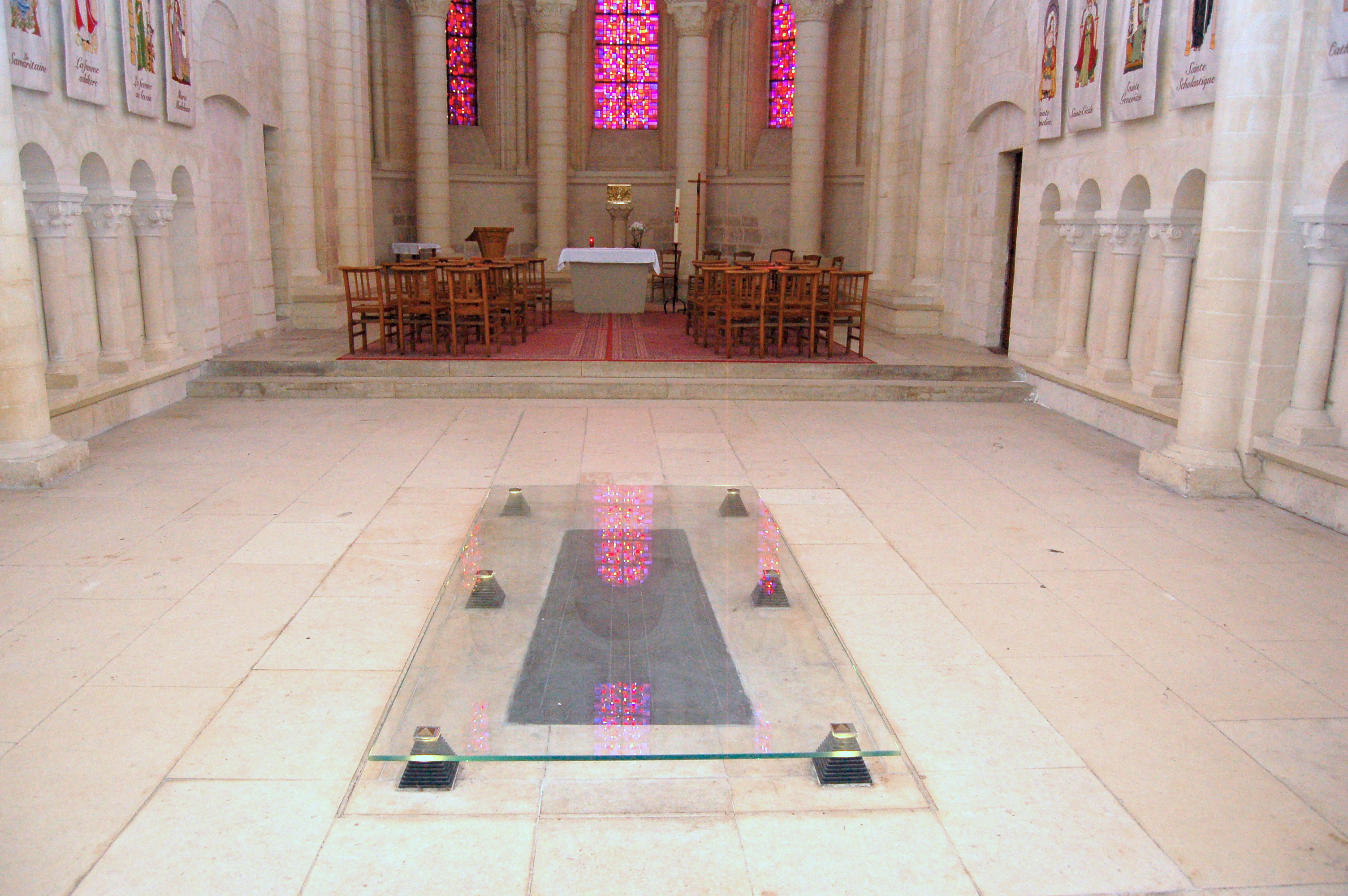
Гробница Матильды Фландрской в аббатстве Святой Троицы

Летом 1083 года Матильда заболела и в ноябре умерла. Вильгельм присутствовал на последней исповеди супруги. Матильда была похоронена в аббатстве Святой Троицы; на могиле в задней части церкви королевы сохранилась надгробная плита XI века — гладкий чёрный камень с эпитафией.
Согласно книге рекордов Гиннесса, Матильда является самой низкорослой королевой Англии. Исследования неполного скелета Матильды для определения её роста проводились дважды — в 1819 и 1959 году. В 1819 году рост королевы был определён как менее пяти футов, тогда как в 1959 году эта цифра составила ровно пять футов (152 см). Традиционным считается рост Матильды четыре фута два дюйма (127 см), хотя эта цифра появилась уже после исследований 1959 года в ненаучной литературе.

## Потомство
В браке Матильды и Вильгельма родилось четверо сыновей и, по меньшей мере, пять дочерей. Порядок рождения сыновей пары определён историками, однако в порядке рождения дочерей ясности нет.
- Роберт (1051/1054 — 1134[22]) — герцог Нормандии; был женат на Сибилле Конверсанской, дочери графа Конверсано Джеффри[23]. Роберт оставил после себя только одного ребёнка — сына Вильгельма, графа Фландрии, который был дважды женат, но не оставил потомства.
- Ричард (ок. 1054—1069/1075) — не женат, детей не имел. Ричард погиб между 1069 и 1075 годом из-за несчастного случая на охоте в Нью-Форест[22].
- Сесилия (ок. 1056—1126) — аббатиса в монастыре Святой Троицы[англ.] в Кане[24][k 3].
- Вильгельм (1056/1060 — 1100[22]) — король Англии; женат не был, детей не имел. Вильгельм, как и его старший брат Ричард, погиб во время несчастного случая на охоте в Нью-Форест.
- Констанция (1057/1061 — 1090) — была замужем за герцогом Бретани Аленом IV; детей не имела[24].
- Матильда, «дочь короля» (ок. 1061 — ок. 1086[26] или позднее[k 4])
- Адела (1062/1067 — 1137) — была замужем за графом Блуа Этьеном II, в браке с которым родила по меньшей мере двенадцать детей, среди которых — король Англии Стефан Блуасский[24].
- Генрих (1068/1069 — 1135[22]) — король Англии; был дважды женат: первым браком — на Матильде, дочери шотландского короля Малькольма III и Маргариты Уэссекской; вторым — на Аделизе Лувенской, дочери графа Лувена Готфрида I, и Иды де Шини[26]. В браке с Матильдой у Генриха родилось двое детей — Вильгельм и Матильда. Вильгельм погиб в ноябре 1120 года, наследницей отца была названа овдовевшая в 1125 году Матильда, однако англонормандская аристократия с недовольством отнеслась к возможной передаче престола женщине и воцарению в стране Анжуйской династии, к которой принадлежали второй муж и сын Матильды. В конце концов, на троне оказался кузен Матильды Стефан Блуасский.
- Агата — была обручена с Гарольдом II Годвинсоном, Альфонсо VI Храбрым и графом Мэна Гербертом I, однако умерла незамужней[24][k 5].
- Аделиза[k 6] (умерла до 1113 года[30]) — по некоторым данным, была помолвлена с Гарольдом II Годвинсоном; по другим данным была монахиней в аббатстве Сен-Лижье-де-Прео[фр.][30].

## Комментарии
1. ↑  Матильда вела своё происхождение от Карла Великого и имела много предков королевской крови, среди которых ближайшим был её дед — король Франции Роберт II. Матильда была также племянницей французского короля Генриха I, сюзерена Вильгельма, а со смертью Генриха в 1060 году она стала кузиной нового короля — Филиппа I. Вместе с тем, для Вильгельма брак с членом королевской семьи был отличным шансом подняться по социальной лестнице[2][3].
2. ↑  На генеалогическом свитке о норманнском наследовании Вильгельма Завоевателя (East Anglia, ок. 1300—1307) изображены пять дочерей: Аделиза, Сесилия, Матильда, Констанция и Адела.
3. ↑  Некоторые историки считают, что именно Сесилия была старшей дочерью Вильгельма и Матильды[25], а не Аделиза/Агата.
4. ↑  Тревор Фоулдс предполагает, что Матильда, «дочь короля», была идентична Матильде д’Анкур[27], супруге Уолтера д’Анкура[англ.][28].
5. ↑  Не ясно, были ли Агата и Аделиза одним и тем же человеком или нет; путаница с двумя дочерьми Вильгельма и Матильды возникла в работах Гильома Жюмьежского и перешла в дальнейшую историографию[24][29].
6. ↑  Также встречаются варианты имени Аделида[30] и Аделаида[26].